# 水金凤
水金凤（学名：Impatiens noli-tangere），又名辉菜花，是凤仙花科凤仙花属的植物。分布于俄罗斯、朝鲜、日本以及中国大陆的陕西、河北、湖南、山东、辽宁、浙江、甘肃、湖北、内蒙古、安徽、黑龙江、吉林、山西、河南等地，生长于海拔900米至2,400米的地区，多生长于山坡林下。

## 延伸阅读
[在维基数据编辑]
 《植物名實圖考·水金鳳》，出自吳其濬《植物名實圖考》

## 外部連結
- 水金鳳 Shuijinfeng （页面存档备份，存于） 藥用植物圖像數據庫 (香港浸會大學中醫藥學院) （繁體中文）（英文）